# Спиновање
Спиновање је у дословном значењу „завртети” причу или информацију која ће јавност окренути на ону страну која одговара интересима оних у чијем се интересу пласирају информације.
У у области односа са јавношћу, спиновање је облик пропаганде, која се постиже кроз интерпретацију догађаја или кампање са циљем да убеди јавно мњење у корист или против одређене организације или јавне личности. 
Док се традиционални односи са јавношћу ослањају на креативну презентацију чињеница, спиновање често, мада не увек, представља неискрену, обмањујућу, манипулишућу тактику ради постизања циља.
Политичари су често оптужени од стране својих противника да тврде да су искрени и да траже истину док користе спиновање за манипулисање јавним мњењем.
Спиновање је метода коју највише користе, маркетиншке агенције, које по поруџбини на овај начин скрећу пажњу народа са озбиљних и суштинских проблема.

## Методе спиновања
- селективно представљање чињеница и цитата који подржавају једну позицију
- Еуфемизми као начин да се прикрију или промовишу недоказане истине
- „сахрањивање лоших вести”: најављујући једну популарну ствар у исто време са неколико непопуларних ствари, надајући се да ће се медији фокусирати на популарну.
- одлагање објављивања лоших вести како би оне биле скривене у евентуално добрим вестима које су у међувремену пристигле.

Особе које се баве спиновањем као професијом називају се спин доктори. Обавезни су у свакодневном понашању и раду политичара и људи који имају свакодневне контакте са јавношћу.
Едвард Бернејс (Edward Bernays) се назива “оцем спиновања”. У својим књигама он описује неке ситуације у Америци двадесетог века када је требало популарисати алкохол и цигарете, као прихватљиве, упркос противљењу јавног мњења.
Типичан пример спиновања је припрема америчке нације и света за напад на Ирак. Месецима пре напада се говорило да Ирак има хемијско и биолошко оружје и да тиме угрожава цео свет. Пошто је америчка војска окупирала Ирак и претресла све могуће локације где би се то оружје могло налазити – оружје није пронађено. 
Спин патрола је тим спин доктора који има задатак да на конференцијама за новинаре нуди већ припремљен спиновани материјал новинарима. Они рачунају на то да ће новинари у стисци са временом, радо прихватити њихову „помоћ”.
Они који спинују обичног грађанина и конзумента информација јавних медија третирају као објекат и жртву манипулација. Спиновање не би могло да се спроведе и да стигне до оних којима је намењено, т.ј. до јавности, без медија као посредника. Управо успешна комбинација разноврсних медија показује колико много може да постигне спиновање.